# World Galaxy
World Galaxy — шостий сольний альбом Еліс Колтрейн. Він був записаний у листопаді 1971 року в Нью-Йорку і випущений у 1972 році лейблом Impulse! Records. На альбомі Колтрейн грає на фортепіано, органі, арфі, тамбурі та перкусії, разом із саксофоністом Френком Лоу, басистом Реджі Воркманом, барабанщиком Беном Райлі, Елейною Джонс на литаврах та струнним ансамблем під керівництвом Девіда Саксона. Скрипаль Лерой Дженкінс також з'являється як соліст на одному з треків, а Свамі Сатчідананда забезпечує дикторський супровід. World Galaxy містить трилогію оригінальних композицій, що завершується «My Favorite Things» та «A Love Supreme», двома творами, якими був відомий її чоловік Джон Колтрейн. Це був другий із серії з трьох альбомів (після Universal Consciousness і наступного Lord of Lords), на яких Колтрейн з'явилася зі струнним ансамблем.
У 2011 році Impulse! перевидав альбом разом із Huntington Ashram Monastery як частину компіляції під назвою Huntington Ashram Monastery/World Galaxy.

## Відгуки критиків
В рецензії Тома Юрека для AllMusic альбом був оцінений у 4 з половиною зірки, зазначивши: «До цього сету, можливо, доведеться звикнути, але це одна з найсильніших платівок Еліс Колтрейн, яку вона коли-небудь випускала, і один з найкращих моментів у джазі початку 70-х».
У статті для The Guardian Дженніфер Люсі Аллан писала: «У цих версіях 'A Love Supreme' та 'My Favorite Things' відчувається несамовита сила та емоції… 'My Favorite Things' починається солодко, але переходить у хаотичний зрив, коли її орган спалахує тривожними сплесками… 'A Love Supreme'… заспокійливо розповідає Свамі Сатчідананда, перш ніж вона випускає грубий фанк на стандартний мотив».
Кріс Мей з All About Jazz назвав альбом «повноцінним астральним досвідом» і прокоментував його: «World Galaxy переносить речі, і чотири п'єси, які передують 'A Love Supreme', змушують звучання цього злостивого треку звучати абсолютно логічно». Кріс М. Славецький з AAJ описав World Galaxy як «медитативну звукову хмару» і заявив, що в трьох п'єсах «Galaxy» «пишні струнні» оточують «орган, тамбуру і арфу Колтрейн, які пурхають всередині і навколо звуку, як крилатий ангел». Він називав «A Love Supreme» «справжнім музичним досвідом — релігійним музичним досвідом, зосередженим навколо сакральності слова 'любов', природи та імені Бога».
Стюарт Сміт у статті для The Quietus зазначив, що в трилогії «Galaxy» «Колтрейн підносить свою музику до астральної площини». Він описав «Galaxy Around Olodumare» як «фрі-джаз через Стравинського і Штокгаузена, з сирим саксофоном Френка Лоу, що пропалює дірку в газоподібних струнних абстракціях», в той час як «Galaxy In Turiya» має «арфу, що дрейфує над соковитими струнами», за якою слідує «Galaxy In Satchidananda», що «звучить як народження нової планети».
У статті для The Attic Драгош Русу писав: «Арфа, мабуть, один з небагатьох інструментів, за допомогою якого можна досягти найбільш божественного і духовного звучання; і тут багато арфи, в кожній пісні… Трилогія Галактик… подорожує крізь час і релігію, врешті-решт гіпнотизуючи слухача своєю до смішного грубою мелодією, гармонією і любов'ю. Цей альбом — чиста любов».

## Трек-лист
Всі композиції написані Еліс Колтрейн, якщо не зазначено інше.
| #  | Назва                     | Автор                                | Тривалість |
| -- | ------------------------- | ------------------------------------ | ---------- |
| 1. | «My Favorite Things»      | Річард Роджерс, Оскар Гаммерштейн II | 6:22       |
| 2. | «Galaxy Around Olodumare» |                                      | 4:15       |
| 3. | «Galaxy In Turiya»        |                                      | 9:55       |
| 4. | «Galaxy In Satchidananda» |                                      | 10:25      |
| 5. | «A Love Supreme»          | Джон Колтрейн                        | 9:58       |

## Персоналії
- Еліс Колтрейн — піаніно, орган, арфа, тамбура, перкусія
- Френк Лоу — саксофон, перкусія
- Лерой Дженкінс — соло скрипка
- Реджі Воркман — бас
- Бен Райлі — барабани
- Елейн Джонс — литаври
- Свамі Сатчідананда — голос

### Струнний оркестр
- Девід Саксон — концертмейстер (всі інші учасники, струнні)
- Артур Аарон
- Генрі Аарон
- Джуліан Барбер
- Аврон Колман
- Гаррі Глікман
- Едвард Грін
- Джанет Гілл
- Лерой Дженкінс
- Джоан Каліш
- Рональд Ліпскомб
- Сеймур Мірофф
- Томас Нікерсон
- Алан Шульман
- Ірвінг Спайс
- Вільям Стоун